# L'azione continua
L'azione continua (Marine Raiders) è un film del 1944 diretto da Harold D. Schuster.
È un film di guerra statunitense ambientato durante la seconda guerra mondiale nel contesto della campagna di Guadalcanal con Pat O'Brien, Robert Ryan e Ruth Hussey che, sotto contratto con la MGM, venne "prestata" per questo film alla RKO.
I titoli di testa includono una dichiarazione che riconosce "con gratitudine la collaborazione del Corpo dei Marine, della Marina, della Guardia Costiera e dell'Esercito degli Stati Uniti, la cui assistenza ha reso possibile questo film".

## Trama

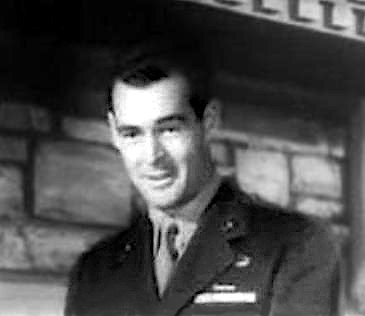
Robert Ryan

Il maggiore Steve Lockhart, comandante di un battaglione dei Marine Raiders (Incursori dei marines) e il capitano Dan Craig, comandante dei Paramarines (maribes paracadutisti) sono insieme su Guadalcanal per affrontare un assalto giapponese che viene ricordato come la Battaglia di Edson Ridge. Quando il Capitano Craig scopre il corpo di uno dei suoi tenenti che era stato torturato e giustiziato dai giapponesi, uccide con folle furia di vendetta tutti giapponesi che trova nella giungla con il suo mitra Reising (che si inceppa) e la sua pistola M1911.
Il maggiore Lockhart, suo comandante, infuriato critica Craig per la sua condotta che non ha spazio in combattimento. L'unica cosa che salva Craig dall'essere sollevato dal comando è l'attacco notturno giapponese che viene respinto dopo una notte di duri combattimenti.
Durante un turno di riposo in Australia Craig incontra un’ausiliaria australiana Ellen Foster I due si innamorano e desiderano sposarsi, ma Craig viene ferito in un attacco aereo giapponese.
Quando Lockhart visita Craig in ospedale, lo porta immediatamente con sé negli Stati Uniti.
Lockhart e Craig ritornano al servizio attivo, preparandosi per un'invasione di un'isola senza nome del Pacifico meridionale.  In un luogo che una mappa identifica come Bougainville, i Paramarines di Craig si paracadutano dietro le linee giapponesi per allentare la pressione su una spiaggia dove sono sbarcati i Raider di Lockhart e altri Marines. Ellen ascolta con orgoglio la notizia dei loro exploit alla radio in Australia.

## Produzione
Il film, diretto da Harold D. Schuster su una sceneggiatura di Warren Duff e Jerome Odlum con il soggetto di Martin Rackin e dello stesso Duff, fu prodotto da Robert Fellows per la RKO Radio Pictures. Il governo degli Stati Uniti fornì alla produzione spezzoni di filmati sull'attacco navale a Guadalcanal e la sequenza che illustrava in dettaglio la formazione dei marines a Camp Elliott. Molte scene che servirono da sfondo al film vennero girate in diversi campi di addestramento nei dintorni di San Diego.
Le riprese durarono da inizio novembre 1943 a metà gennaio 1944. A fine gennaio, Robert Wise girò alcune scene aggiunte che servirono al montaggio finale del film.

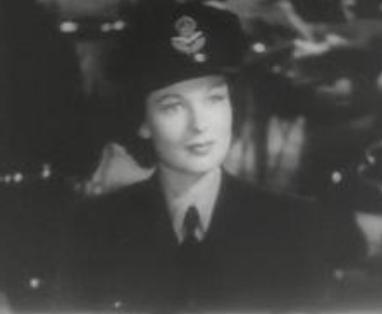
Ruth Hussey

## Distribuzione
Il copyright del film, richiesto dalla RKO Radio Pictures, Inc., fu registrato il 21 giugno 1944 con il numero LP12788.
Il film, distribuito negli Stati Uniti con il titolo Marine Raiders dalla RKO Radio Pictures, uscì in sala l'11 luglio 1944 (première a New York il 30 giugno 1944). Il 19 luglio, fu presentato in prima a Los Angeles, con una proiezione di gala al Grauman's Chinese Theatre che servì come raccolta fondi a favore della Marine Corps League.
Altre distribuzioni:
- in Svezia l'8 dicembre 1944 (Permission över natten)
- in Portogallo il 24 maggio 1946 (Invasão)
- in Danimarca il 26 settembre 1949 (Invasionen i Stillehavet)
- in Germania Ovest il 22 gennaio 1960 (Ledernacken e, in DVD, Die Ledernacken)
- in Austria nell'aprile del 1960 (Ledernacken)
- in Spagna (Aprendiendo a morir)
- in Brasile (Inferno no Pacífico)
- in Italia (L'azione continua)

### Promozione
La tagline è: "COURAGE - Cold as the Steel of their Bayonets! ROMANCE - Warm as the Love which Inspires It! ACTION - Shaking the Skies!".